# Dawidówka (Witebsk)
Dawidówka (ros. Давыдовка, Dawydowka; biał. Давыдаўка, Dawydawka) – osiedle mieszkaniowe położone na północno-zachodniej części Witebska w dzielnicy Żeleznodorożny Rajon.

## Położenie
Dawidówka jest położona na północno-zachodniej części Witebska w dzielnicy Żeleznodorożny Rajon. Jest na samej granicy miasta a po jej wschodniej stronie przepływa rzeka Dźwina.

## Historia
Nie jest dokładnie znana data założenia lecz zakłada się początek XX wieku, gdyż wtedy pojawia się pierwsza wzmianka o wiosce, a dokładniej to w 1924 roku, od kiedy to jest w obwodzie witebskim. Do 29 listopada 1967 roku wieś, później osiedle miasta Witebsk.

## Transport

### Transport drogowy
Główną drogą Dawidówki jest ulica Leningradzka, czyli droga republikańska R115 zaczynająca się w centrum Witebska, a prowadząca na północ do drogi magistralnej M8. 

### Transport publiczny
Do Dawidówki prowadzą dwie linie autobusowe witebskiej komunikacji miejskiej. Są to linie numer 14 (relacji Поселок Лужесно - Микрорайон Медцентр) oraz 35 (relacji Лужесно д. - Железнодорожный вокзал).